# Ringive Sogn
Ringive Sogn ist eine Kirchspielsgemeinde (dän.: Sogn) im südlichen Dänemark. Bis 1970 gehörte sie zur Harde Nørvang Herred im damaligen Vejle Amt, danach zur Give Kommune im erweiterten Vejle Amt, die im Zuge der  Kommunalreform zum 1. Januar 2007 in der „neuen“  Vejle Kommune in der Region Syddanmark aufgegangen ist. Am 1. Oktober 2010 wurde der ehemalige Kirchenbezirk Langelund Kirkedistrikt im Ringive Sogn mit der Abschaffung der dänischen Kirchenbezirke ein selbständiges Sogn Langelund Sogn.
Im Kirchspiel leben 358 Einwohner (Stand:1. Januar 2025). Im Kirchspiel liegt die Kirche „Ringive Kirke“.
Nachbargemeinden sind im Nordosten Give Sogn, im Osten Lindeballe Sogn und in der westlich benachbarten Billund Kommune Grene Sogn und Filskov Sogn.